# لي سي
كان لي سي (Li Si) (بالصينية: 李斯)، الذي وُلِد عام 280 قبل الميلاد – وتُوفِّي في شهر سبتمبر أو أكتوبر من عام 208 قبل الميلاد) رئيس الوزراء (أو المستشار) ذو النفوذ والسلطة في الدولة الإقطاعية ولاحقًا في مملكة تشين، فيما بين عام 246 وحتى 208 قبل الميلاد. وقد كان لي سي من أتباع فلسفة الشرعوية أي شرعويًا، كما كان أيضًا خطاطا مرموقًا. خدم لي سي تحت إمرة اثنين من الحكام وهما:: تشين شي هوانج (Qin Shi Huang)، ملك تشين الذي أصبح لاحقًا إمبراطور الصين، —وكذلك ابنه تشين إير شي (Qin Er Shi). ولأنه كان وزيرًا قويًا؛ تمحورت حوله جميع سياسات الدولة بما فيها تلك التي تتعلق بالفتوحات العسكرية ونهج المركزية الصارمة للهيمنة على أمور الدولة وتوحيد المقاييس والإجراءات وكذلك المخطوطات المكتوبة، كما سعى نحو اضطهاد الكونفشيوسية ومعارضي الشرعوية. يرى البعض أن أساليبه التي استخدمها في إدارة الصين تُعد شكلاً مبكرًا لطريقة الحكم الشمولية.

## النشأة
يرجع أصل لي سي إلى شانغ تساي (上蔡) في دولة تشو. عمِل لي سي في فترة شبابه موظفًا بسيطًا في الإدارة المحلية لدولة تشو. وطبقًا لما ورد في سجلات المؤرخ الكبير، فقد لاحظ لي سي ذات يومٍ أن الجِرذان في المبنى الخارجي كانت قذرة وجائعة بينما الجِرذان الموجودة داخل مخزن الحبوب كانت تتغذى بشكلٍ جيد. ومن ثَمَّ أدرك فجأةً أنه «لا يوجد معيار مُحدد للمقام الرفيع نظرًا لأن لكل فرد حياته التي تختلف عن غيره. فقيم الناس تحددها أوضاعهم الاجتماعية، وكما هو الحال لدى الجِرذان، فإن أوضاع الناس الاجتماعية تعتمد بشكلٍ أساسي على أحداث الحياة العشوائية من حولهم. لذلك فبدلاً من أن يتقيد الناس دائمًا بالقواعد الأخلاقية، ينبغي أن يفعلوا ما يعتبرونه الأفضل في هذه اللحظة.» قرر لي سي الاشتغال بالسياسة، وقد كان ذلك الخيارُ شائعًا بين العلماء الذين لا ينتمون إلى عائلةٍ نبيلة أثناء حقبة الممالك المتحاربة.
لكن لي سي لم يعُد قادرًا على أن يتقدم في مهنته بتشو، فقد كان يعتقد أن عدم تحقيق أي شيء في الحياة على الرغم من ذكائه المُتقِّد وتعليمه العالي من الممكن أن يجلب العار ليس فقط عليه بل على كل العلماء. وبعد أن أنهى لي سي تعليمه مع المُفكِّر الكونفشيوسي الشهير زون زي (Xun Zi)، انتقل إلى دولة تشين، أقوى دولة في ذلك الوقت سعيًا منه وراء التقدُم في مهنته كسياسي.

## عمله في تشين
أثناء فترة إقامته في تشين، أصبح لي سي ضيفًا لدى رئيس الوزراء لو باوي (Lu Buwei) وحانت له فرصة التحدث إلى حاكم تشين، الملك تشنغ الذي سيصبح لاحقًا الإمبراطور الأول للصين المتحدة تشين شي هوانج (Qin Shi Huang). أوضح لي سي أن دولة تشين قوية للغاية، لكن فكرة توحيد الصين تظل مستحيلة إذا ما اتحدت الدول الست الأخرى لمُحاربة تشين. أعجبت وجهة نظر لي سي في كيفية توحيد الصين تشين شي هوانج. وبعد أن تبنى حاكم تشين اقتراح لي سي، أخذ يدفع بسخاء كي يجذب المُفكرين نحو المجيء لدولة تشين، كما أرسل القتلة كي يقوموا بعمليات اغتيال للعلماء المهمين في الدول الأخرى.
وفي عام 237 قبل الميلاد، حثَّت جماعة في قصر تشين الملك تشنغ على طرد جميع الأجانب من الدولة منعًا للتجسس. ولأن لي سي أصله من تشو فمن الممكن أن يكون هدفًا في هذه السياسة؛ لذلك أعاد إلى ذاكرة الملك ما سبق وقاله موضحًا منافع الأجانب العديدة لتشين بما في ذلك «فتيات تشاو الفاتنات». تراجع الملك في قراره وتأثر كثيرًا بكلام لي سي البليغ وقرر ترقيته. وفي العام نفسه، يُقال إن لي سي حث الملك تشنغ على ضم دولة هان المجاورة بهدف تهديد الدول الخمس الأخرى المتبقية من خلال إلقاء الرعب في نفوسهم. طلب ملك هان من هان فاي (Han Fei)، وهو أحد أفراد الطبقة الأرستقراطية في دولة هان، أن يذهب إلى تشين ويلجأ إلى الدبلوماسية لحل الموقف. لكن لي سي، الذي يحسد فطنة هان فاي، نجح في إقناع ملك تشين أنه لا يستطيع إرسال هان فاي مرةً أخرى إلى هان (وذلك بسبب قدرته الفائقة التي ربما تشكل تهديدًا لتشين)، ولا أن يستخدمه (حيث إن ولاءه ربما لا يكون لتشين). ونتيجةً لذلك، تم سجن هان فاي وفي عام 233 قبل الميلاد أقنعه لي سي بالانتحار عن طريق تناول السُم. ثم لاحقًا تم غزو دولة هان عام 230 قبل الميلاد.
بعد أن تولى تشين شي هوانج العرش وأصبح الإمبراطور، أقنعه لي سي بقمع المعارضة الفكرية. حيث كان لي سي يعتقد أن الكتب التي تعني بأشياء مثل الطب، والزراعة والنبوءة يمكن تجاهل انتشارها لكن الكتب السياسية من الخطر أن تصل إلى أيدي العامة من الناس. فقد كان من الصعب أن يصنع تقدمًا وتغييرًا في البلد مع وجود معارضة من العديد من علماء «المدرسة القديمة». وبناء عليه، فإن ليس من حق أي أحد سوى الدولة الاحتفاظ بالكتب السياسية، والدولة فقط هي التي تدير المدارس التي يُسمح لها بتعليم الطلاب السياسيين. وقام لي سي بنفسه بصياغة مرسوم يأمر فيه بإتلاف التسجيلات التاريخية والأعمال الأدبية عام 213 قبل الميلاد، بما في ذلك النصوص الكونفشيوسية الرئيسية، والتي كان يعتقد بإنها ضارةً بصالح الدولة. ومن الشائع الاعتقاد بأن 460 من علماء الكونفشيوسية تم دفنهم أحياء، وذلك أثناء الحدث التاريخي المعروف بـ«حرق الكتب ودفن الكونفشيوسيين» (焚书坑儒)، غير أن ذلك كان خطأ في ترجمة النصوص التاريخية اللاحقة. ففي الواقع، كان الأربعمئة وستون شخصًا الذين دفنهم الإمبراطور تشين شي هوانج أحياء أغلبهم من الكهنة والشامان الذين كانوا يحتالون على الإمبراطور كي يهبهم الموارد والثروات مُدَّعين بحثهم عن دواء يمنح الحياة الأبدية أو التأليه.[بحاجة لمصدر]

## الوفاة
عندما مات الإمبراطور تشين شي هوانج بعيدًا عن العاصمة، قام لي سي ورئيس المَخْصِيّين تشاو غاو (Zhao Gao) بقمع اختيار الإمبراطور الراحل لخليفته، والذي كان فوسو (Fusu). في ذلك الوقت كانت لفوسو صداقة وثيقة مع منغ تيان (Meng Tian). لذلك إن أصبح فوسو الإمبراطور التالي، فسيكون لدى منغ تيان فرصةً عظيمة في أن يحل محل لي سي كرئيس للوزراء. ونظرًا لخوفه من فقدان سلطته؛ فقد قرر لي سي خيانة الإمبراطور تشين شي هوانج المُتوفَّى، وقام هو وتشاو غاو بخداع فوسو كي يُقدِم على الانتحار ونصَّبوا أميرًا آخر بدلاً منه وهو الأمير تشين إير شي (Qin Er Shi) (229 قبل الميلاد–207 قبل الميلاد). وفي أثناء هذه الأعقاب المضطربة، أقنع تشاو غاو الإمبراطور الجديد بتنصيب أتباعه في المناصب الرسمية. وعندما أطمأن تشاو غاو من تثبيت نفوذه بما فيه الكفاية، اتهم لي سي بالخيانة. لم يشكك تشين إير شي في قرار تشاو غاو؛ لأنه كان يعتبره بمثابة معلمٍ له. وظلَّ تشاو غاو يُعذِّب لي سي حتى اعترف بالجريمة. وفي عام 208 قبل الميلاد نفَّذ تشاو غاو على لي سي طريقة الإعدام عن طريق قطع الخَصْر (腰斩).

## إسهاماته
يُعتبر لي سي محور كفاءة دولة تشين وسببًا في نجاح فتوحاتها العسكرية، نتيجة اعتقاده في نظام بيروقراطي للغاية. كما كان له دور فعال أيضًا في تنظيم الإجراءات القياسية والعملة في الصين بعدما توحدت. وساعد كذلك في تنظيم اللغة الصينية المكتوبة عن طريق إصدار مخطوطة الختم الصغير باعتبارها معيارًا إمبراطوريًا وقد تم استخدامها في دولة تشين طوال الوقت. وفي هذه العملية، تم حظر خطوط متنوعة بداخل مخطوطة تشين، بالإضافة إلى مخطوطاتٍ مختلفة عدة من مناطق مختلفة تم غزوها. وقد كان لذلك تأثير توحيدي على الثقافة الصينية لآلاف السنين.
وألَّف لي سي أيضًا Cangjie Pian (仓颉篇/倉頡篇)، أول لغة صينية أولية وما زال يوجد منها أجزاء حتى الآن.

## الثقافة الشعبية
ذكر إلياس كانيتي (Elias Canetti) لي سي في روايته: Auto- da-fe التي صدرت عام (1935).
كما أنه واحد من بين الشخصيات التاريخية الثانية والثلاثين التي ظهرت كشخصياتٍ خاصة في لعبة الفيديو Romance of the Three Kingdoms XI والتي قدمتها شركة كويي.

## كتابات أخرى
- Levi, Jean (1993). "Han fei tzu (韓非子)". In Loewe, Michael (ed., 1993). Early Chinese Texts: A Bibliographical Guide, pp. 115–116. (Early China Special Monograph Series No. 2), Society for the Study of Early China, and the Institute of East Asian Studies, University of California, Berkeley, ISBN 978-1-55729-043-4.
- Michael, Franz (1986). China through the Ages: History of a Civilization. pp. 53–67. Westview Press; SMC Publishing, Inc. Taipei. ISBN 978-0-86531-725-3; 957-638-190-8 (ppbk).
- Nivison, David S.  [لغات أخرى]‏ (1999). "The Classical Philosophical Writings", pp. 745–812. In Loewe, Michael & Shaughnessy, Edward L. The Cambridge History of Ancient China: From the Origins of Civilization to 221 B.C.. Cambridge University Press.
- Yap, Joseph P. (2009). Wars With The Xiongnu, A Translation from Zizhi tongjian  [لغات أخرى]‏. AuthorHouse, Bloomington, Indiana, U.S.A. ISBN 978-1-4490-0604-4. Chapter 1.